# Kooperencja
Kooperencja (ang. coopetition) – typ relacji między konkurentami, w których występują jednocześnie strumienie kooperacji i konkurencji. 

## Opis
Strumień kooperacji może przyjąć rozmaite formy współdziałania: od umów społecznych (dżentelmeńskich - przypieczętowanych uściśnięciem dłoni), poprzez projekty niekapitałowe aż do umów kapitałowych.  Kooperencję rozpatruje się kompleksowo: jako strumienie (a nie pojedyncze umowy, czy projekty). Stąd analizy są prowadzone z dwóch perspektyw: konkurencji i kooperacji. Kooperencja charakteryzuje się znacznym dynamizmem, co wynika ze ścierania się relacji konkurencji i kooperacji, różnorodności realizowanych przez strony celów (zbieżnych i rozbieżnych) oraz specyfiki turbulentnego otoczenia, w jakim funkcjonują kooperenci. 
Korzyści wynikające z kooperencji
- dostęp do innowacji,
- wykorzystanie korzyści skali (np. w dziedzinie technologicznej).
- przewaga kosztowa – oszczędności uzyskane dzięki lepszej koordynacji dystrybucji lub czynności z dostawcami.

Istnieją spory, czy pojęcie kooperencji należy oddzielić od aliansu strategicznego, czy też oba te terminy są tożsame. Wyraz ten, choć był używany w wielu analizach badawczych, wciąż jest nowy i trzeba wstrzymać się z jego ostateczną interpretacją.
Wraz z terminem kooperencji pojawiło się również pojęcie sektora kooperencyjnego, w którym koszty funkcjonowania są na tyle wysokie, że uczestnicy muszą się zdecydować na kooperencję, żeby przeżyć. Sektorem kooperencyjnym nazywa się taki sektor, który jest jednocześnie podatny na globalizację, zaawansowany technologicznie oraz występują w nim symptomy hiperkonkurencji.